# いわき湯本インターチェンジ
いわき湯本インターチェンジ（いわきゆもとインターチェンジ）は、福島県いわき市常磐藤原町大畑にある、常磐自動車道のインターチェンジ。いわき市の中央部に位置し、仙台・相馬方面から小名浜地区方面への玄関口となるほか、いわき湯本温泉、中通り南部の石川郡古殿町、石川町、福島空港方面への最寄りとなるインターチェンジでもある。
近隣にはスパリゾートハワイアンズがあり、大型連休やお盆休みなどの行楽シーズンは、同施設を利用する車で混雑する。
なお本項目では、併設する高速バス停留所であるいわき湯本バスストップ（いわきゆもとバスストップ）についても記述する。

## 歴史
- 1988年（昭和63年）3月24日：日立北IC - いわき中央IC間開通に伴い、供用開始[1]。

## 周辺
- いわき湯本温泉
- スパリゾートハワイアンズ
- 小名浜港
- アクアマリンふくしま
- いわき・ら・ら・ミュウ
- いわき小名浜みなとオアシス
- いわきマリンタワー（三崎公園）
- イオンモールいわき小名浜
- いわき市石炭・化石館
- いわき市考古資料館
- 塩屋崎灯台
- 湯本駅（JR東日本・常磐線）

## 道路
- E6 常磐自動車道（16番）

## 接続する道路
- 直接接続
  - 福島県道14号いわき石川線

## 料金所
- ブース数：4

### 入口
- ブース数：2　
  - ETC専用：1　
  - 一般：1

### 出口
- ブース数：2　
  - ETC専用：1　
  - 一般：1

## いわき湯本バスストップ
料金所外に高速バスのバス停留所が併設されている。営業上のバス停名はいわき湯本インター。バス利用者のための無料駐車場がある。

### 停車路線
- いわき号（JRバス関東・新常磐交通・東武バスセントラル）
  - 新宿いわき号（JRバス関東）
- 仙台 - いわき線（JRバス東北・新常磐交通） ※運休中
- シーガル号（新常磐交通・近鉄バス）
- 東京ディズニーリゾート - 日立・いわき線（新常磐交通・日立電鉄交通サービス・京成トランジットバス）
いわき勿来インター - いわき湯本インター - いわき中央インター（上り） - いわき好間（下り）
- 南相馬 - いわき線（東北アクセス）

## 隣
E6 常磐自動車道
(15-1)いわき小名浜IC - (16)いわき湯本IC - 湯ノ岳PA - (16-1)いわきJCT - (17)いわき中央IC